# Валлон, Анри (историк)
Анри́ Александр Валло́н (фр. Henri Alexandre Wallon; 23 декабря 1812[…], Валансьен — 13 ноября 1904[…], Париж) — французский историк и политик-монархист, депутат и министр; автор французской республиканской конституции 1875 года.

## Биография
Поступив в 1831 году в Высшую нормальную школу, с успехом закончил и стал преподавателем истории в Париже, сначала в средней школе, а потом с 1838 года в том учебном заведении, где учился сам, и с 1840 года в Сорбонне, где он сначала заменял Гизо, а впоследствии (1850) получил самостоятельную кафедру.
В 1849 году он был избран в Национальное собрание, но оставался в нём только до 1850 года. Вторично в Национальное собрание попал в 1871 году. Автор французской конституции 1875 года. В том же 1875 году стал министром народного просвещения и несменяемым сенатором.

## Творчество
Некоторые из трудов прославили Валлона, как историка, хотя беспристрастным исследователем его назвать нельзя.
- «Géographie politique des temps modernes» (1839);
- «Histoire de l’esclavage dans l’antiquité» (3 тома, 1847, 2-е изд. 1879) — фундаментальный труд, ставший классическим, по некоторому мнению, лучшая его работа[6]
  - История рабства а античном мире — М.: Соцэкгиз, 1936. — 310 с.
- «La Sainte Bible résumée dans son histoire et dans ses enseignements» (2 тома, 1854);
- «De la croyance due à l’Evangile»;
- «Jeanne d’Arc» (2 тома, 1860; получившие в 1860 г. академическую премию; 2-е издание с гравюрами, 1876);
- «Epitres et évangiles des dimanches» (1862)
- «Saints Evangiles» (1863);
- «La vie de Jésus et son nouvel historien» (1864);
- «Richard II, épisode de la rivalité de la France et de l’Angleterre» (2 т., 1864);
- «Vie de Notre Seigneur Jésus Christ selon la concordance des quatre évangélistes» (1865);
- «La terreur, études critiques sur la Révolution française» (1872);
- «Saint-Louis et son temps» (1875);
- «Histoire du tribunal révolutionnaire de Paris» (6 т., 1883);
- «La Révolution du 31 mai et le fédéralisme en 1793» (2 т., 1885);
- «Les représentants du peuple en mission et la justice révolutionnaire dans les départements en l’an II» (5 т., 1889).